# Kendall Fuller
Kendall Fuller (geboren am 13. Februar 1995 in Baltimore, Maryland) ist ein US-amerikanischer American-Football-Spieler auf der Position des Cornerbacks. Er spielte College Football für Virginia Tech und stand zuletzt bei Miami Dolphins in der National Football League (NFL) unter Vertrag. Zuvor spielte Fuller für die heutigen Washington Commanders sowie die Kansas City Chiefs, mit denen er den Super Bowl LIV gewann.

## College
Fuller besuchte die Our Lady of Good Counsel High School in Olney, Maryland. Dort spielte auch Dorian O’Daniel, der später bei den Kansas City Chiefs erneut Fullers Mannschaftskollege wurde. Anschließend spielte Fuller von 2013 bis 2015 Football am College für Virginia Tech für die Virginia Tech Hokies. Dort war er ab seinem Freshman-Jahr Starter und konnte sich mit sechs Interceptions direkt etablieren. Er wurde als Defensive Rookie of the Year in der Atlantic Coast Conference (ACC) ausgezeichnet. In seinem Sophomore-Jahr wurde er in das All-Star-Team der ACC gewählt. Den Großteil der Saison 2015 verpasste Fuller wegen einer Knieverletzung. Insgesamt bestritt er 29 Spiele für die Hokies, in denen er auf acht Interceptions, acht Tackles für Raumverlust, 35 verteidigte Pässe sowie zwei erzwungene und zwei eroberte Fumbles kam. Im Dezember 2015 gab Fuller bekannt, dass er sich für den NFL Draft anmelden würde.

## NFL
Fuller wurde im NFL Draft 2016 in der dritten Runde an 84. Stelle von den Washington Redskins ausgewählt. Nachdem er an den ersten drei Spieltagen nicht eingesetzt worden war, kam er am vierten Spieltag infolge von Verletzungen anderer Cornerbacks zu seinem NFL-Debüt. Er ging als dritter Cornerback der Redskins in die Spielzeit 2017. In der Spielzeit 2017 gelangen Fuller als Slot-Cornerback vier Interceptions.
Im Rahmen eines Trades von Alex Smith wechselte Fuller zur Saison 2018 zu den Kansas City Chiefs. Washington gab Fuller und einen Drittrundenpick im Austausch für den Quarterback der Chiefs ab. In seiner ersten Saison in Kansas City bestritt Fuller fünfzehn Spiele als Starter und fing zwei Interceptions. Im Jahr darauf wurde er in vier Spielen als Starter eingesetzt, fünf Partien verpasste er wegen einer Daumenfraktur vollständig. Dabei spielte Fuller zunächst als Nickelback und später auch als Safety. Während er in der Regular Season keine gegnerischen Pässe abfangen konnte, gelang ihm beim 31:20-Sieg der Chiefs im Super Bowl LIV gegen die San Francisco 49ers im vierten Viertel eine Interception gegen Jimmy Garoppolo, die den Super-Bowl-Sieg der Chiefs sicherte.
Nach dem Auslaufen seines Vertrages in Kansas City kehrte Fuller im März 2020 zu seinem vorherigen Team, den Washington Redskins, zurück. In der Hauptstadt unterschrieb er einen Vierjahresvertrag über 40 Millionen Dollar. Vor Saisonbeginn legte das Franchise seinen seit längerer Zeit in der Kritik stehenden Beinamen ab und ging als Washington Football Team in die neue Spielzeit. Fuller stand 2020 in vierzehn Partien bei fast allen defensiven Spielzügen auf dem Feld und konnte vier Interceptions fangen. In der Saison 2021 verpasste Fuller eine Partie wegen eines positiven Tests auf COVID-19 und konnte in 16 Spielen eine Interception fangen und 16 Pässe verhindern. Am 2. Februar 2022 änderte das Football Team seinen Namen zu Washington Commanders. In der Saison 2022 verzeichnete Fuller drei Interceptions, von denen er zwei zu Touchdowns in die gegnerische Endzone zurücktragen konnte. In der Saison 2023 setzte Fuller 79 Tackles, fing zwei Interceptions, verteidigte neun Pässe und eroberte zwei Fumbles.
Im März 2024 unterschrieb Fuller einen Zweijahresvertrag über bis zu 16,5 Millionen US-Dollar bei den Miami Dolphins. Er kam in elf Spielen für die Dolphins zum Einsatz, in denen er 50 Tackles setzte, sieben Pässe abwehrte und einen Fumble eroberte. Sechs Spiele verpasste er verletzungsbedingt. Am 14. Februar 2025 wurde Fuller von den Dolphins entlassen.

### NFL-Statistiken
| Saison                             | Saison | Spiele | Spiele      | Tackles | Tackles | Tackles | Tackles | Interceptions | Interceptions | Interceptions | Interceptions | Interceptions | Fumbles | Fumbles | Fumbles |
| Jahr                               | Team   | Spiele | als Starter | Gesamt  | Solo    | Ast     | Sacks   | PD            | INT           | Yds           | Lng           | TD            | FF      | FR      | TD      |
| ---------------------------------- | ------ | ------ | ----------- | ------- | ------- | ------- | ------- | ------------- | ------------- | ------------- | ------------- | ------------- | ------- | ------- | ------- |
| 2016                               | WAS    | 13     | 6           | 42      | 32      | 10      | 0,0     | 2             | 0             | 0             | 0             | 0             | 0       | 0       | 0       |
| 2017                               | WAS    | 16     | 6           | 55      | 43      | 12      | 0,0     | 10            | 4             | 4             | 3             | 0             | 1       | 0       | 0       |
| 2018                               | KC     | 15     | 15          | 82      | 64      | 18      | 0,0     | 12            | 2             | 0             | 0             | 0             | 1       | 0       | 0       |
| 2019                               | KC     | 11     | 4           | 49      | 34      | 15      | 1,0     | 2             | 0             | 0             | 0             | 0             | 0       | 0       | 0       |
| 2020                               | WAS    | 14     | 14          | 50      | 38      | 12      | 0,0     | 11            | 4             | 0             | 0             | 0             | 0       | 0       | 0       |
| 2021                               | WAS    | 16     | 16          | 77      | 64      | 13      | 1,0     | 16            | 1             | 0             | 0             | 0             | 0       | 0       | 0       |
| 2022                               | WAS    | 17     | 17          | 52      | 36      | 16      | 0,0     | 13            | 3             | 66            | 37            | 2             | 0       | 0       | 0       |
| 2023                               | WAS    | 15     | 15          | 79      | 55      | 24      | 0,0     | 9             | 2             | 23            | 9             | 0             | 0       | 2       | 0       |
| 2024                               | MIA    | 11     | 11          | 50      | 37      | 13      | 0,0     | 7             | 0             | 0             | 0             | 0             | 0       | 1       | 0       |
| Gesamt                             | Gesamt | 128    | 104         | 536     | 403     | 133     | 2,0     | 82            | 16            | 93            | 37            | 2             | 2       | 3       | 0       |
| Quelle: pro-football-reference.com |        |        |             |         |         |         |         |               |               |               |               |               |         |         |         |

## Privates
Drei Brüder von Kendall Fuller waren oder sind ebenfalls in der NFL aktiv. Sein ältester Bruder Vincent spielte sechs Jahre als Safety für die Tennessee Titans; Corey spielte als Wide Receiver für die Detroit Lions und die New Orleans Saints. Kyle stand als Cornerback zuletzt bei den Baltimore Ravens unter Vertrag und spielte sieben Jahre lang für die Chicago Bears. Alle drei spielten wie auch Kendall für Virginia Tech.